# Francisco Hernández
Pour les articles homonymes, voir Francisco Hernández de Córdoba (homonymie).
Ne doit pas être confondu avec Francisco Hernández (footballeur mexicain) ou Francisco Hernández (footballeur péruvien).
Francisco Hernández de Toledo, né en 1515 dans La Puebla de Montalbán près de Tolède et mort le 28 janvier 1587 à Madrid, est un médecin et un botaniste espagnol.

## Biographie
Il étudie la médecine à l'université d'Alcalá et exerce plusieurs années à Tolède et à Séville. Il exerce ensuite dans les hôpitaux du Monastère de Guadalupe, une fonction prestigieuse et bien payée. Il retourne à Tolède vers les années 1565 mais est bientôt transféré comme médecin à la cour royale.
De formation scientifique, il consacre beaucoup d'énergie à l'histoire naturelle et traduit l’Histoire naturelle de Pline l'Ancien (23-79). Il possède une solide formation intellectuelle et scientifique, et une mentalité ouverte aux nouveautés. Il critique notamment Nicolas Monardes (v. 1493-1588), qui rédige son œuvre en étudiant simplement, sans se déplacer, les plantes qui sont apportées par les voyageurs espagnols. Pour Hernández, il convient d’étudier la nature directement, in natura. Il est choisi par Philippe II pour diriger une  expédition scientifique en Amérique et notamment en Nouvelle-Espagne. Hernández se voit offrir 60 000 ducats pour organiser son voyage. Par ordre royal du 11 janvier 1570, le roi le nomme protomédico general de nuestras Indias, islas y tierra firme del mar Océano. Hernández est chargé de la réalisation d'un journal de ses découvertes en suivant le modèle de l’Histoire naturelle de Pline.
Il part en août 1571, avec son fils, et débarque en février 1572 à Veracruz. Durant trois ans, il parcourt l'Amérique centrale mais ses notes sur ses observations ne nous sont pas toutes parvenues. L'expédition comprend un géographe, des peintres, des botanistes, des médecins indigènes. À partir de mars 1574 jusqu'à son retour en Espagne en 1577, Hernández habite à Mexico où il constitue sa collection, étudie les pratiques médicales locales ainsi que l'archéologie. Il rapporte avec une collection considérable de plantes séchées ou non (représentant 2 500 espèces), 38 volumes de dessins et de notes dont trois écrits en nahuatl, langue des Aztèques, ainsi qu’environ 600 spécimens d’animaux ou des minéraux.
Il meurt avant de voir paraître son œuvre. Compte tenu du coût de celle-ci, Philippe II charge un éditeur napolitain, Nardi Antonio Recchi, d'en publier une version abrégée. Les originaux conservés dans la bibliothèque de l'Escurial ont disparu, sans doute détruits lors de l'incendie de 1671. Nous ne connaissons donc que des bribes, parfois mal sélectionnées ou retranscrites, de cette œuvre immense. Des retards (l'éditeur meurt prématurément) permettront une parution abrégée en 1615 puis plus complète en 1651.
Hernández décrit 230 espèces d'oiseaux, mais les illustrations, perdues, manquent et rendent leur détermination très délicate. Heureusement, il cite systématiquement les noms en nahuatl souvent encore en usage aujourd'hui.

### Orientation bibliographique
- José María López Piñero et José Pardo Tomás (1996). La influencia de Francisco Hernández, 1515-1587, en la constitución de la botánica y la materia médica modernas, Instituto de Estudios Documentales e Históricos sobre la Ciencia, Universitat de València (Valence) : 260 p.  (ISBN 84-370-2690-3)

### Source
- Jacqueline Durand-Forest (1986). Aperçu de l’histoire naturelle de la Nouvelle-Espagne d’après Hernández, les informateurs indigènes de Sahagun et les auteurs du Codex Badianus, Nouveau monde et renouveau de l’histoire naturelle (Centre de recherche interuniversitaire sur l'Amérique espagnole coloniale (Paris) dir.), Publications de la Sorbonne : 3-28.  (ISBN 2-903019-51-7)
- Sandra I. Ramos Maldonado (2006). “Tradición pliniana en la Andalucía del siglo XVI: a propósito de la labor filológico del Doctor Francisco Hernández”, en M. Rodríguez-Pantoja (ed.), Las raíces clásicas de Andalucía. Actas del IV congreso Andaluz de Estudios Clásicos (Córdoba, 2002), Córdoba: Obra social y Cultural Caja Sur, 2006, pp. 883–891.  (ISBN 84-7959-614-7)